# Joshua Hale Fialkov
Joshua Hale Fialkov (19 de agosto de 1979, Sacramento, California) es un historietista estadounidense, conocido por su trabajo como guionista para cómics de terror. Entre sus obras, destacan Echoes, Elk's Run, Yo, Vampiro, y la película de 2008 Infected. Ha sido nominado para varios Premios Harvey.

## Juventud
Fialkov nació en Sacramento, California, el 19 de agosto de 1979, pero se crio en Pittsburgh. Fue a la Universidad de Emerson, en Boston, donde recibió una licenciatura en bellas artes (especialidad en escritura y dirección). Tras trabajar en la industria del cine en Boston, se mudó a Los Angeles en 2001.

## Carrera
En 2007, Ganó el concurso de cómics Pilot Season con Cyblade. Volvió a ganar el premio en 2011 con The Test.
A finales de 2013, Fialkov empezó a escribir un webcomic llamado The Bunker con el artista Joe Infurnari, que recibió una reacción positiva y fue elegida por Oni Press para convertirlo en una serie tradicional impresa, que empezaría en febrero de 2014. La editorial también eligió otro proyecto de Fialkov, junto al joven dibujante Gabo, St. Jude and The Life After, que empezó en julio de 2014 cTmo he Life After y también fue críticamente alabada. Tras el éxito inesperado de estas dos series, dado la ingente cantidad de trabajo, y las bajas ventas de la serie, Fialkov abandonó Ultimate FF, lo que provocó su cancelación.
Fuera del mundo de los cómics, en 2008, Fialkov se convirtió en el guionista jefe y productor ejecutivo de la webserie LG15: The Resistance, basada en la franquicia lonelygirl15.